# Black Rain (film)
Pour les articles homonymes, voir Black Rain et Pluie noire (homonymie).
Pour plus de détails, voir Fiche technique et Distribution.
Black Rain est un film policier américain réalisé par Ridley Scott et sorti en 1989.
Le film met en scène deux policiers new-yorkais contraints de se rendre au Japon. À sa sortie, le long métrage reçoit des critiques mitigées dans la presse. Si l'action, les performances des acteurs principaux et la musique de Hans Zimmer sont plébiscitées, les critiques pointent du doigt les clichés de l'intrigue et le manque de développement des personnages. Malgré cela, Black Rain rencontre le succès auprès du public et deviendra au fil du temps un film culte.

## Synopsis
Nick Conklin et Charlie Vincent, deux policiers de la police de New York, capturent le yakuza Koji Sato. Ils sont chargés de le ramener au Japon pour qu'il y soit jugé.
À peine atterri à Osaka, Sato réussit à s'enfuir. Déjà soupçonné de corruption par les Affaires internes, Nick est accusé de l'avoir laissé s'enfuir. Il doit alors retrouver le suspect pour se blanchir. Avec l'aide de l'inspecteur japonais Masahiro Matsumoto, Nick et Charlie découvrent le Japon, et s'attaquent à la pègre locale.

## Fiche technique
Sauf indication contraire, les informations mentionnées dans cette section peuvent être confirmées par la base de données cinématographiques IMDb,  présente dans la section « Liens externes ».
- Titre original et français : Black Rain
- Réalisation : Ridley Scott
- Scénario : Craig Bolotin et Warren Lewis
- Musique : Hans Zimmer
- Photographie : Jan de Bont
- Décors : Norris Spencer
- Montage : Tom Rolf
- Costumes : Ellen Mirojnick
- Production : Stanley R. Jaffe, Sherry Lansing, Michael Douglas
- Production déléguée : Craig Bolotin et Julie Kirkham
- Sociétés de production : Jaffe/Lansing Productions et Pegasus Film Partners
- Distribution : Paramount Pictures (États-Unis), United International Pictures (France)
- Budget : 30 000 000 $
- Pays de production :  États-Unis
- Langues originales : anglais, japonais
- Format : couleur (Technicolor) — 2,35:1 — son Dolby stéréo surround
- Genre : policier, thriller, néo-noir
- Durée : 120 minutes
- Dates de sortie :
  - États-Unis : 22 septembre 1989
  - France : 6 décembre 1989

## Distribution
- Michael Douglas (VF : Patrick Floersheim) : Nick Conklin
- Andy Garcia (VF : Thierry Ragueneau) : Charlie Vincent
- Ken Takakura (VF : Serge Blumenthal) : Masahiro Matsumoto
- Kate Capshaw (VF : Béatrice Delfe) : Joyce Kingsley
- Yusaku Matsuda : Koji Sato
- Tomisaburo Wakayama (VF : Henry Djanik) : Kunio Sugai
- Shigeru Kōyama (VF : Philippe Dumat) : Ohashi
- John Spencer (VF : Jacques Frantz) : Oliver
- Luis Guzmán : Frankie
- Stephen Root : Berg
- Richard Riehle : Crown
- Vondie Curtis-Hall : un détective
- Josip Elic (en) : Joe, le barman

## Production

### Genèse et développement
Paul Verhoeven devait initialement réaliser le film. Cependant, comme le développement du projet stagne, le cinéaste néerlandais préfère partir sur Total Recall (1990). L'intrigue de Black Rain avait un temps été envisagée pour le scénario du film Le Flic de Beverly Hills 2.
Rutger Hauer et Harrison Ford, qui avaient tous deux déjà travaillé avec Ridley Scott, ont été envisagés pour le rôle de Nick Conklin. De nombreux autres acteurs avaient également été évoqués : Jeff Bridges, Kevin Costner, Willem Dafoe, Richard Dreyfuss, Mel Gibson, Michael Keaton, Michael Nouri, Ron Perlman, Kurt Russell, Arnold Schwarzenegger, Sylvester Stallone, Patrick Swayze, Peter Weller ou encore Bruce Willis. Michael Douglas est choisi par le studio notamment en raison de ses liens avec les producteurs Sherry Lansing et Stanley R. Jaffe.
Jackie Chan a refusé le rôle de Sato, craignant que le public ne veuille pas le voir incarner un méchant.
Il s'agit du dernier film de l'acteur japonais Yusaku Matsuda qui meurt quelques mois après la sortie du film, à l'âge de 40 ans, des suites d'un cancer de la vessie.

### Tournage
Le tournage a lieu d'octobre 1988 à mars 1989. Il se déroule en Californie (Los Angeles, Napa et sa vallée), New York (Manhattan, Studios Silvercup, Queens, ...) ainsi qu'à Osaka au Japon.
Le directeur de la photographie Jan de Bont remplace Howard Atherton en plein tournage. Ce dernier abandonne le film lors des prises de vues au Japon, frustré par l'avancée du film.

### Bande originale
Ridley Scott fait appel pour la première fois au jeune Hans Zimmer, alors méconnu. Favorablement impressionné par son talent, Scott en fait son compositeur attitré pendant près de quinze ans, notamment dans les films Thelma et Louise (1991), Lame de fond (1996), Gladiator (2000), Hannibal (2001), La Chute du faucon noir (2001) et Les Associés (2003).
L'album de la bande originale contient également des chansons présentes dans le film. Il est commercialisé en 1989 par Virgin Movie Music en cassette, vinyle et CD. En 2012, La-La Land Records publie un double album en édition limitée.
| Liste des titres | Liste des titres                                                       | Liste des titres                                       | Liste des titres                 | Liste des titres          | Liste des titres | Liste des titres | Liste des titres | Liste des titres | Liste des titres |
| No               | Titre                                                                  | Auteur                                                 | Interprètes                      | Durée                     |                  |                  |                  |                  |                  |
| ---------------- | ---------------------------------------------------------------------- | ------------------------------------------------------ | -------------------------------- | ------------------------- | ---------------- | ---------------- | ---------------- | ---------------- | ---------------- |
| 1.               | Livin' On The Edge Of The Night                                        | Eric Rackin, Jay Rifkin                                | Iggy Pop                         | 3:40                      |                  |                  |                  |                  |                  |
| 2.               | The Way You Do the Things You Do                                       | Robert Rogers, Smokey Robinson                         | UB40                             | 3:15                      |                  |                  |                  |                  |                  |
| 3.               | Back to Life (However Do You Want Me) (Jam On The Groove Mix)          | Beresford Romeo, Paul Hooper, Simon Law, Nellee Hooper | Soul II Soul feat. Caron Wheeler | 5:09                      |                  |                  |                  |                  |                  |
| 4.               | Laserman                                                               | Sakamoto                                               | Ryūichi Sakamoto                 | 4:49                      |                  |                  |                  |                  |                  |
| 5.               | Singing In The Shower                                                  | Ron Mael, Russell Mael                                 | Les Rita Mitsouko & Sparks       | 4:24                      |                  |                  |                  |                  |                  |
| 6.               | I’ll Be Holding On                                                     | Hans Zimmer, Will Jennings                             | Gregg Allman                     | 5:40                      |                  |                  |                  |                  |                  |
| 7.               | Black Rain Suite : Sato / Charlie Loses his Head / Sugai / Nick & Masa | Hans Zimmer                                            | Hans Zimmer                      | 4:45 / 7:03 / 6:55 / 2:52 |                  |                  |                  |                  |                  |
| 48:26            |                                                                        |                                                        |                                  |                           |                  |                  |                  |                  |                  |

## Accueil

### Critique
Sur le site agrégateur de critiques Rotten Tomatoes, le film obtient 50 % d'avis favorables, sur la base de 22 critiques collectées et une note moyenne de 5,32/10. Le consensus du site indique : « Black Rain a sa juste part du flair de réalisateur de Ridley Scott, mais son histoire [élaborée comme une] peinture-par-numéros ne dépasse jamais les conventions du genre ». Sur Metacritic, il obtient une note moyenne de 56⁄100 pour 18 critiques.

### Box-office
Le film connaît un accueil commercial modéré aux États-Unis, rapportant 46,2 millions de dollars de recettes en fin d'exploitation, pour un budget de 30 millions de dollars, où il s'est hissé en tête du box-office durant les trois premières semaines à l'affiche. Le long-métrage se classe à la 26e place des meilleures recettes au box-office américain de l'année 1989. C'est toutefois à l'international que le film connaît véritablement un succès commercial avec 88 millions de dollars de recettes, pour un total de 134,2 millions de dollars de recettes au box-office mondial. En France, malgré une concurrence et une baisse de fréquentation, Black Rain parvient à se stabiliser pour atteindre les 917 000 entrées.
| Week-end | Week-end                          | Rang | Recettes    | Cumul        | Combinaison de salles | no 1 du box-office hebdo. |
| -------- | --------------------------------- | ---- | ----------- | ------------ | --------------------- | ------------------------- |
| 1        | 22 septembre au 24 septembre 1989 | 1    | 9 677 102 $ | 9 677 102 $  | 1 610                 | Black Rain                |
| 2        | 29 septembre au 1er octobre 1989  | 1    | 6 503 065 $ | 19 236 379 $ | 1 610                 | Black Rain                |
| 3        | 6 octobre au 9 octobre 1989       | 1    | 6 100 000 $ | 27 397 648 $ | 1 760                 | Black Rain                |
| 4        | 13 au 15 octobre 1989             | 5    | 3 440 755 $ | 32 401 378 $ | 1 760                 | Allô maman, ici bébé      |
| 5        | 20 octobre au 22 octobre 1989     | 4    | 2 844 545 $ | 36 113 461 $ | 1 615                 | Allô maman, ici bébé      |
| 6        | 27 octobre au 29 octobre 1989     | 6    | 1 752 800 $ | 38 716 100 $ | 1 202                 | Allô maman, ici bébé      |
| 7        | 3 novembre au 5 novembre 1989     | 11   | 1 565 656 $ | 40 892 166 $ | 901                   | Allô maman, ici bébé      |
| 8        | 10 novembre au 12 novembre 1989   | 10   | 1 401 320 $ | 42 826 769 $ | 747                   | Allô maman, ici bébé      |

| Semaine | Semaine                            | Rang | Entrées | Cumul   | no 1 du box-office hebdo.     |
| ------- | ---------------------------------- | ---- | ------- | ------- | ----------------------------- |
| 1       | 6 décembre au 12 décembre 1989     | 1    | 282 067 | 286 048 | Black Rain                    |
| 2       | 13 décembre au 19 décembre 1989    | 4    | 152 891 | 438 939 | SOS Fantômes 2                |
| 3       | 20 décembre au 26 décembre 1989    | 6    | 102 046 | 540 985 | Retour vers le futur 2        |
| 4       | 27 décembre 1989 au 2 janvier 1990 | 8    | 125 481 | 666 466 | Retour vers le futur 2        |
| 5       | 3 janvier au 9 janvier 1990        | 8    | 79 806  | 746 272 | Retour vers le futur 2        |
| 6       | 10 janvier au 16 janvier 1990      | 14   | 47 997  | 794 269 | Retour vers le futur 2        |
| 7       | 17 janvier au 23 janvier 1990      | 18   | 31 483  | 825 752 | Le Cercle des poètes disparus |
| 8       | 24 janvier au 30 janvier 1990      | 23   | 18 618  | 844 370 | Le Cercle des poètes disparus |
| 9       | 31 janvier au 6 février 1990       | 22   | 13 868  | 858 238 | Le Cercle des poètes disparus |

## Distinctions
- Oscars 1990[16] :
  - nomination à l'Oscar du meilleur mixage de son pour Donald O. Mitchell, Kevin O'Connell, Greg P. Russell et Keith A. Wester.
  - nomination à l'Oscar du meilleur montage de son pour Milton Burrow et William Manger.

## Postérité
Le rappeur Hugo TSR utilise un extrait du film en version francaise dans sa chanson "2222 (Interlude)".